# جيل هولاند
جيل هولاند (بالإنجليزية: Gill Holland)‏ هو مخرج منفذ وشخصية أعمال ومنتج أفلام أمريكي، ولد في 7 نوفمبر 1964 في تشابل هيل في الولايات المتحدة.

## وصلات خارجية
- جيل هولاند على موقع IMDb (الإنجليزية)
- جيل هولاند على موقع قاعدة بيانات الفيلم (الإنجليزية)